# 청설루
《청설루》(중국어 간체자: 听雪楼, 정체자: 聽雪樓, 병음: Tīng xuě lóu 팅쉐러우[*])는 중국의 드라마이다.